# أوئي-سوغي كن-شين
أوئي-سوغي كن-شين (上杉 謙信) ع (1530-1578 م.): من كبار القادة العسكريين الذين عرفتهم بلاد اليابان، كان حاكما على مقاطعة «إيشيغو» في اليابان أثناء «فترة المقاطعات المتحاربة» (أو «سن غوكو جيدائي»).
كان «كن-شي» رابع إخوته، والده «ناغاوو تامه-كاغي» (長尾 為景) من أتباع سيد عشيرة الـ«أوئي-تسوغي» والذين كانوا حكاما على المقاطعة المحلية. ولد في مقاطعة «إيشيغو» عام 1530 م. اسمه الأصلي «توراشييو». اتخذ بعدها اسمها ثانيا هو «كاغيتورا» (景虎). التحق سنة 1541 م بأحد الأديرة البوذية وأصبح من الرهبان. عرف أثناء هذه المرحلة باسمه الجديد «شوشيمبو».
سنة 1543 م، عاد «كاغيتورا» إلى موطنه الأصلي في مقاطعة «إيشيغو»، قام بتنحية شقيقه من على الحكم ليحل محله. بدأ عهده بتدعيم سلطته على أرجاء المقاطعة. قام سنة 1552 م بشن بعض الحملات العسكرية ضد منافسيه من عشيرة الـ«تاكيدا»　(武田). امتدت الحروب بين الطرفين على مدى العشر سنين التالية دون أن يستطيع أي من الخصوم حسمها لصالحه. دارت رحى أكبر المعارك في منطقة «كاواناكاجيما» (川中島، الواقعة في مقاطعة «ناغانو») وكانت وقائعها سنوات 1553 م، 1554 م، 1555 م، 1556 م و1563 م.
سنة 1551 م يتلقى سيد مقاطعة «إيشيغو» (الـ«دائي-ميو») «أوئي-تسوغي نوريمازا» هزيمة قاسية على يدي غريمه «هوجو أوجي-ياسو» (北条 氏康). وجد «نوريمازا» نفسه مضطرا للفرار عند «كاغيتورا» طالبا المعونة والحماية. وافق «كاغيتورا» على ذلك ولكن بشروط. كان من أهمها أن يقوم «نوريمازا» بتبنيه وأن يحمل اسم «أوئي-تسوغي»، كما يخلع عليه ألقابا عديدة أخرى.
سنة 1558 م وبطلب من الـ«شوغون» «أشيكاغا يوشيتيرو» (足利 義輝)، قام «كاغيتورا» بشن حملات على عشيرة الـ«هوجو». استولى على أثرها على العديد من القلاع في مقاطعة «كانتو» (関東). سادت بعدها فترة من السلم بين العشيرتين، كان «أشيكاغا يوشيتيرو» قد أشرف بنفسه على عقد الصلح بينهما. برز «كاغيتورا» أثناء فترة حروبه ضد كل من غريمه الدائم «تاكيدا شين-غن» (武田 信玄) ثم ضد «أودا نوبوناغا» (織田 信長)، رغم أنه لم يستطع أن يحرز انتصارات حاسمه، إلا أن مجرد صموده كل هذه المدة الطويلة أمام خصوم كانوا يفوقونه عدة وعددا كان يشكل إنجازا كبيرا في حد ذاته.
منذ سنة 1570 م اتخذ «كاغيتورا» لنفسه اسم «أوئي-تسوغي كن-شين» وبه اشتهر بعدها. قام بالتحالف مع «تاكيدا كاتسو-يوري» (武田 勝頼) وقادة آخرين، شكلوا تحالفا ضد «أودا نوبوناغا». لم تهمل الظروف «كن-شين» حتى يكمل خططه فتوفي فجأة بعد مرض عضال سنة 1578 م.